# Veículo Blindado dos Engenheiros Reais

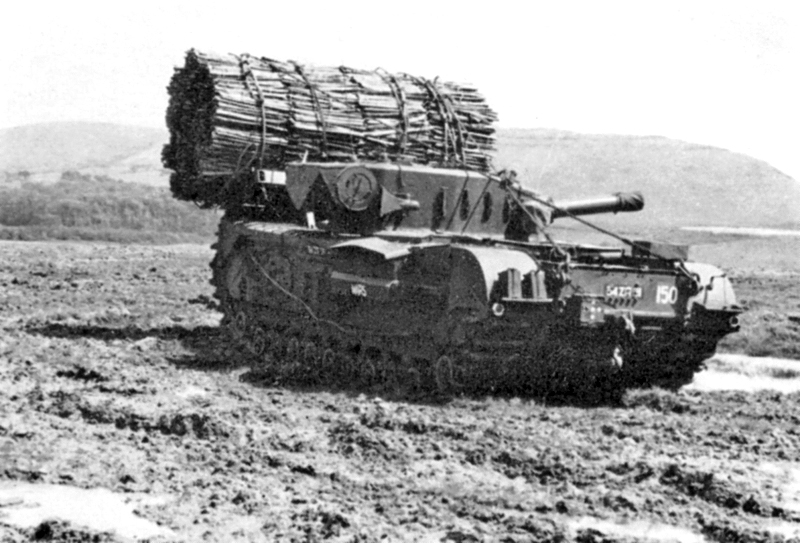
AVRE

O Veículo Blindado dos Engenheiros Reais (Armoured Vehicle Royal Engineers, ou AVRE), também conhecido como veículos de assalto dos engenheiros reais, é o título dado a uma série de veículos blindados de engenharia militar operados pela Engenheiros Reais (RE) do Exército Britânico com o propósito de proteger os engenheiros durante as operações da linha de frente no campo de batalha.